# Джафарли, Магеррам Аллахкули оглы
Магеррам Аллахгулу оглы Джафарли (азерб.  Məhərrəm Allahqulu oğlu Cəfərli ; род. 5 января 1946, Норашенский район, Нахичеванская АССР) — азербайджанский филолог.

## Биография
Магеррам Джафарли родился 5 января 1946 года в селе Хок Шарурского района Нахичеванской АССР. В 1964—1969 годах учился на филологическом факультете Азербайджанского государственного педагогического университета. 
В 1984 году защитил кандидатскую диссертацию на тему «Осман Сарывелли и устная народная литература». 
В 2003 году защитил диссертацию на соискание учёной степени доктора филологических наук на тему «Поэтика азербайджанских дастанов о любви».
Около 40 лет преподаёт в Нахичеванском государственном университете. С 2004 года заведует отделом фольклороведения Института искусства, языка и литературы Нахичеванского отделения НАНА. Отдел занимается собиранием и изучением фольклора Нахичеванской АР, изучением истории и теории фольклороведения.
Исследования М. Джафарли посвящены развитию фольклороведения Азербайджана, ашугскому искусству, поэтике дастанов, проблеме «Писатель и фольклор».
Автор более 150 опубликованных научных статей, 25 книг.
С 1998 года — член Союза писателей Азербайджана. В 2004 году удостоен премии «Золотое перо (премия)» В 2008 году присуждена международная премия «Культура тюркского мира и служба народной науке».

## Избранные работы
- «Связь с народом» (1986)
- «Том, посвященный фольклору Нахичевани «Антологии фольклора Азербайджана» (1994)
- «Фольклор Нахичевани» (2007)